# Bluff City Law
Bluff City Law, ou La Loi de Bluff City au Québec, est une série télévisée judiciaire américaine en dix épisodes de 43 minutes créée par Dean Georgaris et Michael Aguilar, et diffusée du 23 septembre au 25 novembre 2019 sur le réseau NBC et en simultané sur Citytv au Canada.
Au Québec, la série est diffusée depuis le 3 septembre 2020 à Séries Plus. Elle reste inédite dans les autres pays francophones.

## Synopsis
À Memphis, dans le Tennessee, le cabinet d'avocats d'Elijah Strait s'est spécialisé dans les procès ayant trait aux droits civils.
Lorsque la femme de Strait décède, il saisit l'occasion de se rapprocher de sa fille, Sydney, avec laquelle il est brouillé depuis qu'elle a quitté le cabinet en claquant la porte, trois ans plus tôt. Sydney, qui au cours des trois années précédentes a défendu de riches industriels et de puissants lobbies, accepte de revenir travailler avec son père et de s'attaquer à ses anciens clients.

## Distribution
- Jimmy Smits (VF : Bernard Lanneau) : Elijah Strait
- Caitlin McGee (VF : Audrey Sourdive) : Sydney Strait
- Barry Sloane (VF : Adrien Antoine) : Jake Reilly
- Michael Luwoye (en) (VF : Frantz Confiac) : Anthony Little
- Stony Blyden (VF : Tom Trouffier) : Emerson Howe
- Jayne Atkinson (VF : Josiane Pinson) : Della Rose Bedford
- MaameYaa Boafo (VF : Déborah Claude) : Briana Logan
- Josh Kelly (VF : Cyrille Artaux) : Robbie Ellis

## Production
La série est annulée en juin 2020.

## Épisodes
1. Retour aux sources (Pilot)
2. Au gré du vent (You Don't Need a Weatherman)
3. 25 ans ou perpétuité (25 Years to Life)
4. Des mots qui tuent (Fire in a Crowded Theater)
5. Quand la digue cède (When the Levee Breaks)
6. Le Rêve américain (The All-American)
7. Une communauté en danger (American Epidemic)
8. Besoin de savoir (Need to Know)
9. Ave Maria
10. Perfect Day